# Amanda Courtaux
Amanda Courtaux (eigentl. Marie Mathilde Courtaux; * 27. Oktober 1856 in Port Louis/Mauritius; † 1941) war eine französische Musikpädagogin und Komponistin.
Als Tochter eines französischen Regierungsvertreters auf Mauritius geboren, studierte Courtaux nach dem Besuch des Gymnasiums von 1875 bis 1879 am Conservatoire de Paris bei Félix Le Couppey. Sie betätigte sich dann als Klavierlehrerin und komponierte Werke, die die Aufmerksamkeit des Verlegers M. E. Costil erregten. Er veröffentlichte 1905–06 ihren Marche Militaire für Klavier zu vier Händen, ein Ave Maria und das Priere De Sainte Cecile für Violine, Cello, Harfe und Orgel. 1907 wurde sie vom französischen Kultusminister als Offizier der Académie des Beaux-Arts ausgezeichnet.
Während des Ersten Weltkrieges lebte und unterrichtete Courtaux in der Villa des Fougeres in Fribourg in der Schweiz, einer Residenz der Sinsinawa-Dominikaner-Schwestern. 1921 reiste sie in die USA und wurde 1922 als Schwester Mary Amanda in den Dominikanerorden aufgenommen. Sie unterrichtete noch weitere achtzehn Jahre am St. Clara College in Sinsinawa, Wisconsin, der Edgewood Academy in Madison, Wisconsin, am Rosary College in River Forest, Illinois und der Villa Fougeres.